# Anomalon flavomaculatum
Anomalon flavomaculatum là một loài tò vò trong họ Ichneumonidae.